# Карташов Петро Сергійович
Петро́ Сергі́йович Карташо́в (нар. 2 листопада 1978 — 20 березня 2016) — капітан Збройних сил України, учасник російсько-української війни.

## Життєпис
Народився 1978 року в місті Павлоград (Дніпропетровська область), 1995 року закінчив ЗОШ № 16 (селище Шахтобудівників). Працював гірничим майстром дільниці з видобутку вугілля № 4, шахта імені Героїв Космосу (ДХК «Павлоградвугілля» ДТЕК).
19 квітня 2015 року мобілізований; капітан, командир 1-ї мотопіхотної роти, 39-й окремий мотопіхотний батальйон.
20 березня 2016 року в пообідню пору у промзоні Авдіївки на протитанковому фугасі підірвався військовий автомобіль ЗІЛ, загинули водій — старший солдат Олександр Павенський та командир роти Петро Карташов.
Похований в місті Павлоград 23 березня 2016-го.
Без Петра лишились батьки, дружина Жанна Валеріївна, син Захар 2009 р.н. й донька Поліна 2012 р.н.

## Нагороди та вшанування
- указом Президента України № 132/2016 від 17 червня 2016 року «за особисту мужність і високий професіоналізм, виявлені у захисті державного суверенітету та територіальної цілісності України, вірність військовій присязі» — нагороджений орденом Богдана Хмельницького III ступеня (посмертно)[1].
- в листопаді 2016 школа № 16 — Карташову Петру.